# Sandokan (serie televisiva)
Sandokan è una serie televisiva italo-francese basata sulla serie di romanzi d'avventura di Emilio Salgari con protagonista l'omonimo personaggio.

## Trama
Borneo, 1841. Sandokan è un pirata che vive alla giornata, lottando per la sua libertà e quella della ciurma insieme al fedele amico Yanez de Gomera. La sua vita cambia quando, durante un’incursione sull’isola di Labuan, sede del consolato britannico, conosce la bella e indomita figlia del console, Marianna Guillonk, la “perla di Labuan”. È un incontro che segnerà il destino di entrambi, portando Sandokan a scoprire la sua vera identità e ad abbracciare una missione più grande e Marianna a capire il prezzo della vera libertà, molto diversa da quella che immaginava. Tra i due però si inserisce Lord James Brooke, formidabile cacciatore di pirati, pronto a tutto per catturare Sandokan e conquistare il cuore di Marianna.

## Promozione
La serie è stata mostrata in anteprima venerdì 28 febbraio 2025 durante il Fremantle Presents, l’evento di punta di Fremantle all’interno della prestigiosa cornice dei London TV Screenings.
Nella giornata di martedì 24 giugno 2025, la serie è stata presentata all’Italian Global Series Festival di Riccione.

## Collegamenti
- Sandokan (serie televisiva), su MYmovies.it, Mo-Net s.r.l..
- Sandokan (serie televisiva), su Movieplayer.it, NetAddiction s.r.l..
- (EN) Sandokan (serie televisiva), su IMDb, IMDb.com.